# Wilfrid Le Gros Clark
Sir Wilfrid Edward Le Gros Clark (* 5. Juni 1895 in Hemel Hempstead, Hertfordshire, England; † 28. Juni 1971 in Burton Bradstock, Dorset, England) war ein britischer Anatom, Primatologe und Paläoanthropologe. Von 1934 bis zu seiner Pensionierung im Jahr 1962 besaß er den Lehrstuhl Dr Lee's Professorship of Anatomy an der Universität Oxford. In Fachkreisen bekannt wurde er unter anderem durch seine Forschung zur Reizweiterleitung im visuellen System und im olfaktorischen System, ferner durch seine Beteiligung an der Entlarvung des Piltdown-Menschen als wissenschaftliche Fälschung.

## Leben
Wilfrid Le Gros Clark war der zweite von drei Söhnen des Pfarrers Travers Clark. Nach dem Besuch der Blundell’s School in Tiverton wurde er am St Thomas’ Hospital in London zum Arzt ausgebildet. Unmittelbar nach Beendigung des ersten Abschnitts seiner Ausbildung wurde er 1917 zum Royal Army Medical Corps eingezogen; bis zum Ende des  Ersten Weltkriegs war er in Wimereux, Frankreich, stationiert.
Nachdem er zurück ans St Thomas’ Hospital gegangen war, beendete er seine Ausbildung zum Facharzt und wurde in diesem Krankenhaus als Chirurg angestellt. Mit dem langfristigen Ziel, auf dem Gebiet der Vergleichenden Anatomie tätig zu werden und erste Erfahrungen zu sammeln, ging er von 1920 bis 1923 als Principal Medical Officer nach Sarawak, heute Malaysia. Neben seiner ärztlichen Tätigkeit studierte er den Bauplan der Sulawesi-Koboldmakis und der Spitzhörnchen – beides entfernte Verwandte der Menschenaffen – und legte eine anatomische Sammlung dieser Säugetiere an. Nach seiner Rückkehr nach England war er erneut zeitweise am St Thomas’ Hospital und am St Bartholomew’s Hospital tätig, zunächst als Reader, ab 1927 als Professor. 1934 wechselte Le Gros Clark als Professor nach Oxford.
Sein Spezialgebiet war zunächst die Neuroanatomie, speziell die Erforschung der Reizverarbeitung in Thalamus und Hypothalamus, ferner erforschte er den Aufbau der Netzhaut und die Reizweiterleitung vom Auge und von der Nase zum Gehirn. Sein Lehrbuch The tissues of the body, erstmals 1939 erschienen und bis in die 1970er-Jahre neu aufgelegt, trug wesentlich dazu bei, die überkommene Trennung von Anatomie, Neurologie und Physiologie aufzuheben.
In zahlreiche Publikationen befasste er sich ferner mit der Stammesgeschichte der Primaten, wobei er sich eine besondere Expertise auf dem Gebiet der vergleichenden Neuroanatomie der so genannten Halbaffen erwarb. Bereits 1934 entstand sein einflussreiches Lehrbuch Early Forerunners of Man, das 1960 – nach mehreren revidierten Auflagen – unter dem Titel The Antecedents of Man fortgeführt wurde. 1947 trug er – nach Inaugenscheinnahme zahlreicher in Afrika entdeckter Fossilien – maßgeblich dazu bei, dass das Kind von Taung und die bis dahin entdeckten Fossilien der Gattung Australopithecus als hominid bezeichnet (die heutige Bezeichnung ist hominin) und so kraft seiner Autorität zu den Vorfahren des Menschen gestellt wurden.
1953 wies Wilfrid Le Gros Clark gemeinsam mit Kenneth Page Oakley (1911–1981, British Museum) und – auf dessen Initiative hin – Joseph Sidney Weiner (1915–1982, Universität Oxford) nach, dass es sich beim Piltdown-Menschen um eine Fälschung handelte. Gemeinsam mit Louis Leakey publizierte er 1949 die Erstbeschreibung von Proconsul major und 1967 die Erstbeschreibung von Kenyapithecus africanus.
1923 heiratete er Freda Constance Giddey, mit der er zwei Töchter hatte. Nach dem Tod seiner Ehefrau im Jahr 1963 heiratete er 1964 Violet Browne, die Witwe von Dr. Leonard Brown.

## Ehrungen
- 1934 wurde Le Gros Clark Fellow of the Royal Society.
- 1950 war er Präsident des International Anatomical Congress in Oxford.
- 1952 und 1953 war er Präsident der Anatomical Society of Great Britain and Ireland.
- 1955 wurde er zum Knight Bachelor geschlagen.
- 1960 wurde er gewähltes Mitglied der American Philosophical Society.[7]
- 1961 war er Präsident der British Association for the Advancement of Science.
- 1961 wurde er mit der Royal Medal im Gebiet Physiologie ausgezeichnet.
- 1963 wurde er Mitglied der National Academy of Sciences der USA.

## Schriften (Auswahl)
- Early Forerunners of Man: A Morphological Study of the Evolutionary Origin of the Primates. Bailliere, Tindall & Cox, London 1934.
- Man's Place Among the Primates. In: Man. Band 35, 1935, S. 1–6, doi:10.2307/2790360.
- The tissues of the body. An introduction to the study of anatomy. Clarendon Press, Oxford 1939.
- Palaeontological Evidence Bearing on Human Evolution. In: Biological Reviews. Band 15, Nr. 2, 1940, S. 202–230, doi:10.1111/j.1469-185X.1940.tb00755.x.
- Practical Anatomy. Edward Arnold Publishers Ltd., London 1946.
- History of the Primates. The Trustee's of the British Museum, London 1949.
- The Fossil Evidence for Human Evolution: An Introduction to the Study of Paleoanthropology. University of Chicago Press, 1955.
- The Exposure of the Piltdown Forgery. In: Nature. Band 175, 1955, S. 973–974, doi:10.1038/175973a0
- The Antecedents of Man. An Introduction to the Evolution of the Primates. Quadrangle Books, Chicago 1960.
- Man-Apes or Ape-Men? The Story of Discoveries in Africa. Holt, Rinehart and Winston, 1967.

## Belege
1. ↑  Clark, Sir Wilfrid Edward Le Gros (1895–1971). Biographischer Eintrag auf der Website des Royal College of Surgeons of England, Dump vom 22. September 2016
2. ↑  Sir Wilfrid Edward le Gros Clark. In: Journal of anatomy. Band 97, Januar 1963, S. i2–i6, PMID 17105136, PMC 1244250 (freier Volltext).
3. ↑  Sir Wilfrid le Gros Clark – the wide horizon of an anatomist. In: New Scientist vom 21. Juli 1960, S. 218–219
4. ↑  Book Review von William W. Howells in: Americal Journal of Human Genetics. Band 13, Nr. 2, 1961, S. 283.
5. ↑  Wilfrid Le Gros Clark und Louis Leakey: Diagnoses of East African Miocene Hominoidea. In: Quarterly Journal of the Geological Society. Band 105, 1949, S. 260–264, doi:10.1144/GSL.JGS.1949.105.01-04.10
6. ↑   W. E. Le Gros Clark, L. S. B. Leakey: The Miocene Hominoidea of East Africa. In: Fossil Mammals of Africa. No. 1, British Museum of Natural History, 1950.
7. ↑  Member History: W. E. Le Gros Clark. American Philosophical Society, abgerufen am 20. Juni 2018.

| Personendaten    | Personendaten                                        |
| ---------------- | ---------------------------------------------------- |
| NAME             | Le Gros Clark, Wilfrid                               |
| ALTERNATIVNAMEN  | Le Gros Clark, Wilfrid Edward (vollständiger Name)   |
| KURZBESCHREIBUNG | britischer Anatom, Primatologe und Paläoanthropologe |
| GEBURTSDATUM     | 5. Juni 1895                                         |
| GEBURTSORT       | Hemel Hempstead, Hertfordshire, England              |
| STERBEDATUM      | 28. Juni 1971                                        |
| STERBEORT        | Burton Bradstock, Dorset, England                    |